# Tevita Taumoepeau
Pas d'image ? Cliquez ici

a Compétitions nationales et continentales officielles uniquement.

b Matchs officiels uniquement.
Dernière mise à jour le 6 février 2019.
Tevita Taumoepeau, né le 16 mai 1974 à Hihifo (Tonga), est un ancien joueur de rugby à XV international tongien ayant évolué au poste de pilier (1,83 m pour 118 kg).
Son frère Saimone a joué pour les All Blacks en 2004 et en 2005.

## Carrière

### En club
- 1999-2000 : Bridgend RFC
- 2000 : Bay of Plenty
- 2001 : Blues
- 2001-2003 : North Harbour
- 2003 : Chiefs
- 2003-2004 : Northampton Saints
- 2004 : CS Bourgoin-Jallieu
- 2004-2005 : Montpellier Hérault rugby
- 2005-2013 : Worcester Warriors

Il arrête sa carrière en 2012 à l'âge de trente huit ans à la suite d'une blessure aux cervicales.

### En équipe nationale
Il honore sa première cape internationale avec les Tonga le 16 avril 1999 contre la Corée du Sud à Nuku'alofa (victoire 58 à 26)..
Il dispute son dernier match en sélection le 23 juin 2007 contre les Samoa à Apia (défaite 50 à 3).

## Palmarès
- 29 sélections avec les Tonga
- 12 points (2 essais, 1 transformation)
- Sélections par année : 6 en 1999, 5 en 2000, 5 en 2001, 3 en 2002, 6 en 2006, 4 en 2007.
- 6 sélections avec les Pacific Islanders